# 人民南站
人民南站是深圳地铁9号线的一个车站，本站位于中國廣東省深圳市羅湖區春风路高架桥与建设路交汇处，上方為春风路高架桥，为地下三层无柱岛式车站，采用盖挖逆作法施工。车站装修以白色为主色调，采用格栅形式突出重点，整个空间协调统一。车站周边建筑密集、距车站结构净距小、道路交通繁忙、车流量大，人民南站素有“深圳地铁第一难”车站之称。
此外，本站离羅湖站只有140米左右的距離，惟兩者並非1號線與9號線的正式換乘站。

## 车站结构
| 地面              | -      | 出入口                                                                                            |
| 地下一层          | 站厅   | 售票机                                                                                            |
| 地下二层          | 设备层 | 地铁设施                                                                                          |
| 地下三层          | 月台   | \| \| \| 9號線往前湾（鹿丹村） \| \| 島式 · 開左邊车门 \| \| \| \| \| \| 9號線往文锦（向西村） \| |
|                   |        | 9號線往前湾（鹿丹村）                                                                             |
| 島式 · 開左邊车门 |        |                                                                                                   |
|                   |        | 9號線往文锦（向西村）                                                                             |

- 站厅
- 1号站台
- 书法字

## 运营时刻表
| 行驶方向 | 首班车 | 末班车 | 所属线路 | 高峰间隔 | 平峰间隔 |
| -------- | ------ | ------ | -------- | -------- | -------- |
| 前湾     | 06:23  | 23:03  | █9号线   | 4分钟    | 4分钟    |
| 文锦     | 06:19  | 00:03  | █9号线   | 4分钟    | 4分钟    |

## 出口
人民南站共有五个出入口，其中C出口设有垂直电梯。
| 编号                             | 图片 | 建议前往目的地                                             |
| -------------------------------- | ---- | ---------------------------------------------------------- |
| 出口 · A · 1 · 盲道标志          |      | 建设路 敦信大厦 深圳站                                     |
| 出口 · A · 2 · 盲道标志          |      | 建设路 德兴大厦西侧 德兴茶叶世界                           |
| 出口 · B · 盲道标志              |      | 人民南路西侧 罗湖村 广东省银行大厦 房地产大厦 德兴茶叶世界 |
| 出口 · C · 盲道标志 · 升降机标志 |      | 春风路 人民南路                                            |
| 出口 · D · 盲道标志              |      | 建设路 春风路                                              |
| 註： 設有 \| 設有                |      |                                                            |

## 車站藝術牆
本站作品為袁機（1924-2012，深圳羅湖籍）創作的《南國風情》。

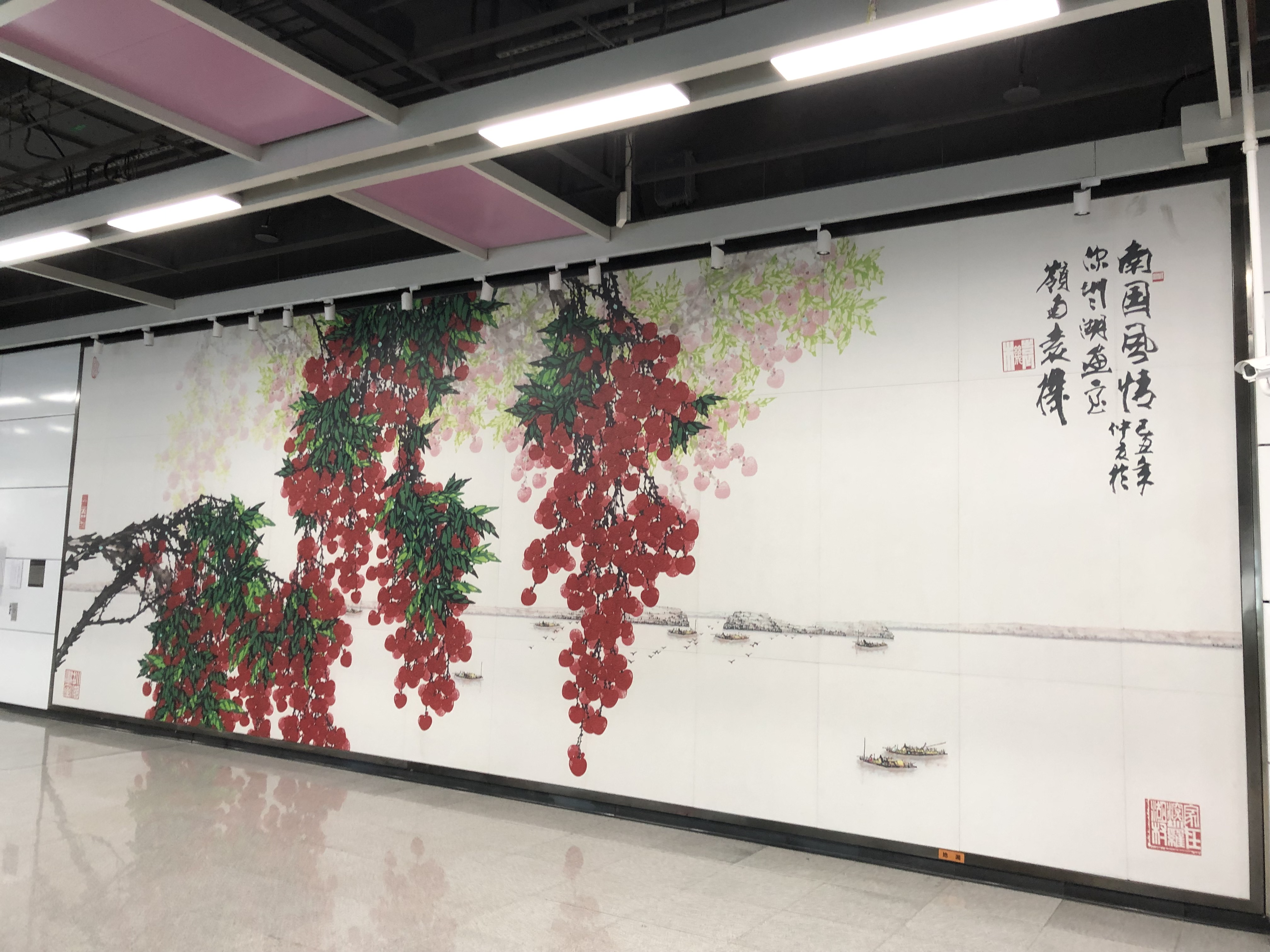
车站艺术墙

## 車站設施
本站設有洗手間，位於A出口。

## 事件
- 2013年7月17日，人民南站第一根桩基浇筑。[2]
- 2013年7月28日，人民南站首幅连续墙钢筋笼吊装。[3]
- 2014年5月8日，人民南站第一段顶板验收及混凝土浇筑[4]
- 2014年9月22日，鹿丹村站—人民南站区间右线盾构机到达人民南站。[5]
- 2016年10月28日，本站啟用。